# Athenaea pogogena
Athenaea pogogena là loài thực vật có hoa trong họ Cà. Loài này được (Moric.) Sendtn. mô tả khoa học đầu tiên năm 1846.